# Calcio Foggia 1920
Foggia Calcio S.r.l. – włoski klub piłkarski, grający obecnie w Serie C, mający siedzibę w mieście Foggia, leżącym w Apulii.

## Historia
Foggia została założona w 1920 roku. Do 1964 roku klub występował w niższych ligach i wtedy to wywalczył swój pierwszy w historii awans do Serie A. Na najwyższym szczeblu rozgrywek we Włoszech grał przez 3 lata, a przez kolejne 10 lat występował naprzemiennie w Serie A i Serie B. Swój premierowy sezon w ekstraklasie zakończył na 9. pozycji, głównie dzięki dobrym występom na własnym stadionie.
Kolejny awans Foggia wywalczyła w 1970 roku, jednak pobyt w pierwszej lidze trwał tylko rok. W 1973 roku nastąpił powrót do Serie A, a po spadku kolejny nastąpił w 1976 roku. Jednym z najbardziej znanych zawodników w tamtym okresie był pomocnik Luigi Delneri.
W latach 80. Foggia występowała w niższych ligach aż do końca dekady. W 1989 roku pod wodzą Czecha Zdenka Zemana powróciła w szeregi Serie B. W zespole brylował wówczas napastnik Giuseppe Signori, między innymi dzięki któremu w 1991 roku zespół wygrał rozgrywki drugoligowe. W sezonie 1991/1992 Foggia spisała się całkiem udanie robiąc wrażenie na obserwatorach i kibicach Serie A i zajęła 8. miejsce w lidze. W ostatniej kolejce uległa jednak A.C. Milan 2:8 na własnym stadionie. Po sezonie Signori odszedł do S.S. Lazio, a Zeman przebudował zespół. Po dwóch sezonach opuścił Foggię i powędrował za Signorim do Rzymu.
Odejście Zemana zmieniło oblicze zespołu. Co prawda przez pierwszą część sezonu 1994/1995 zespół spisywał się dość udanie, jednak w drugiej części nastąpiła obniżka formy i Foggia spadła do Serie B. Po 4 latach nastąpiła degradacja do Serie C1 (w 1998 roku), a w 1999 roku do Serie C2. W 2003 roku klub powrócił do Serie C1, gdzie początkowo zajmował miejsca w środku tabeli, ale od kilku lat zajmuje czołowe pozycje. W 2007 roku Foggia zdobyła Puchar Włoskiej Serie C, ale w barażach o Serie B odpadła po dwumeczu z US Avellino.

## Reprezentanci kraju grający w klubie
- José Chamot
- Peter Artner
- Luis Oliveira
- Bryan Roy
- Hernán Medford
- Bartosz Salamon
- Alejandro Da Silva
- Igor Koływanow
- Igor Szalimow
- Dan Petrescu
- Robert Englaro
- Francesco Baiano
- Franco Brienza
- Luigi Di Biagio
- David Di Michele
- Angelo Domenghini
- Giovanni Lodetti
- Antonio Manicone
- Massimo Marazzina
- Romano Micelli
- Cosimo Nocera
- Pasquale Padalino
- Roberto Rambaudi
- Luciano Re Cecconi
- Flavio Roma
- Giuseppe Signori
- Giovanni Stroppa
- Lorenzo Insigne